# Lips on Lips
Lips on Lips – дебютный англоязычный мини-альбом (второй в общем) американской певицы Тиффани Ён. Был выпущен 22 февраля 2019 года лейблом Transparent Arts.

## Предпосылки и релиз
В октябре 2017 года Тиффани официально покинула S.M. Entertainment, желая заниматься сольной карьерой. В июне 2018 года стало известно, что она подписала контракт Paradigm Talent Agency. На протяжении года Ён выпускала различные сольные синглы, а 25 января 2019 года представила композицию «Born Again», которая должна войти в предстоящий альбом Lips on Lips, анонсированный в тот же день. 14 февраля состоялся релиз лид-сингла «Lips on Lips».
Lips on Lips был выпущен 22 февраля на различных музыкальных сервисах, таких как iTunes, Spotify, Apple Music и другие. В день выхода альбома Тиффани также провела трансляцию в V Live, где рассказала фанатам о новом релизе и исполнила несколько песен.

## Список композиций
| №  | Название                         | Длительность |
| -- | -------------------------------- | ------------ |
| 1. | «Born Again»                     | 3:13         |
| 2. | «Lips on Lips»                   | 3:44         |
| 3. | «The Flower»                     | 3:01         |
| 4. | «Not Barbie»                     | 3:24         |
| 5. | «Runaway (совместно с Babyface)» | 3:46         |

## Промоушен

### Тур мини-шоукейсовLips on Lips
| 3 марта 2019 года  | Торонто       | Канада | Mod Club                  | TBA |
| 6 марта 2019 года  | Нью-Йорк      | США    | Bowery Ballroom           | TBA |
| 8 марта 2019 года  | Чикаго        | США    | Lincoln Hall              | TBA |
| 9 марта 2019 года  | Миннеаполис   | США    | Amsterdam Hall            | TBA |
| 12 марта 2019 года | Сиэтл         | США    | The Crocodile             | TBA |
| 13 марта 2019 года | Ванкувер      | Канада | Venue                     | TBA |
| 15 марта 2019 года | Сан-Франциско | США    | Great American Music Hall | TBA |
| 16 марта 2019 года | Лос-Анджелес  | США    | Troubadour                | TBA |

## Чарты
| Чарты (2019)                      | Пиковые позиции |
| --------------------------------- | --------------- |
| South Korean Albums (Gaon)        | 8               |
| US Heatseekers Albums (Billboard) | 9               |
| US Independent Albums (Billboard) | 30              |

## Продажи
| Регион | Сертификация | Продажи |
| --- | ------------ | ------- |
| Республика Корея | —            | 10,564* |
| ^ Данные о тиражах приведены только на основе сертификации. · Данные о продажах + прослушиваниях приведены только на основе сертификации. |              |         |